# Luckenbach
Luckenbach ist eine Ortsgemeinde im Westerwaldkreis in Rheinland-Pfalz. Sie gehört der Verbandsgemeinde Hachenburg an.

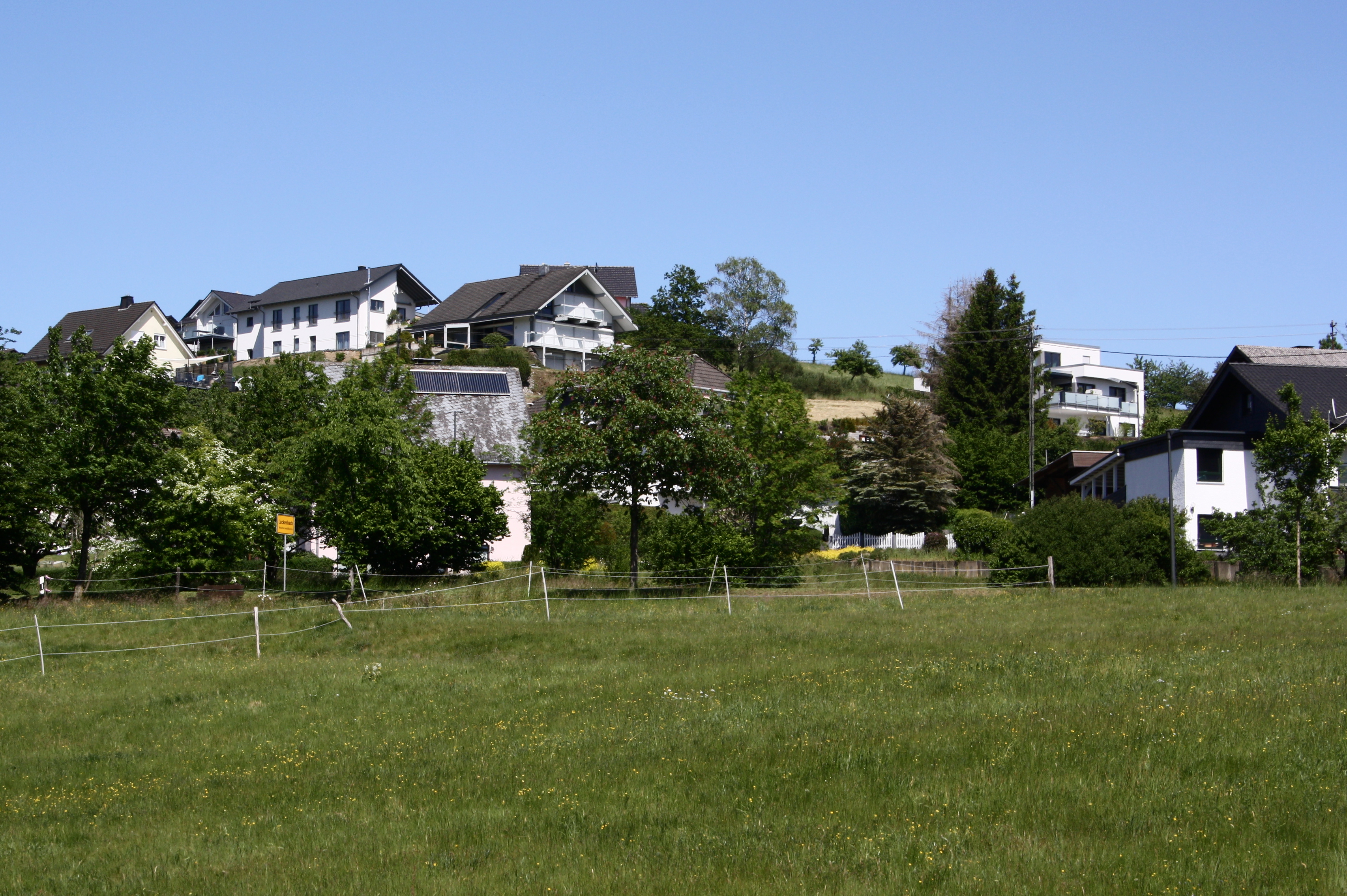
Ansicht von Luckenbach

## Geographie
Der Ort liegt zwischen Hachenburg und Betzdorf im Tal der Kleinen Nister. Im Nordwesten des Ortes befindet sich Malberg, im Nordosten Rosenheim, im Osten Nauroth, im Süden Atzelgift und Nister sowie im Westen Limbach. Zu Luckenbach gehört auch der Wohnplatz Luckenbacher Ley. Durch den Ort fließt der Rosbach.

## Geschichte
1366 wurde Luckenbach erstmals in einer Urkunde erwähnt, als Johann und Albert von Gebhardshain ein Stück Land von der Abtei Marienstatt erhielten. Luckenbach hatte 1579 neunzehn und 1793 zwanzig Häuser. Nennenswerte Gebäude sind nicht erhalten; 1950 wurde die Gustav-Adolf-Kapelle der Kirchengemeinde Kroppach erbaut. In der Nähe des Ortes befand sich eine 1414 erstmals erwähnte Mühle. Ob es sich dabei bereits um den heute noch bekannten Mühlenstandort an der Kapelle handelte oder dieser jüngeren Datums ist, lässt sich nicht mehr mit Sicherheit bestimmen. In der Gemarkung Katzenbruch ist 1685 eine Eisenerzgrube verbürgt.
Bevölkerungsentwicklung
Die Entwicklung der Einwohnerzahl von Luckenbach, die Werte von 1871 bis 1987 beruhen auf Volkszählungen:
| Jahr | Einwohner         |
| ---- | ----------------- |
| 1579 | 17 Häuser         |
| 1624 | 14 Feuerstätten   |
| 1669 | 12 Räuche         |
| 1714 | 25 Mann, 4 Witwen |
| 1760 | 106               |
| 1815 | 139               |

| Jahr | Einwohner |
| ---- | --------- |
| 1835 | 198       |
| 1871 | 237       |
| 1905 | 312       |
| 1939 | 349       |
| 1950 | 362       |
| 1961 | 378       |

| Jahr | Einwohner |
| ---- | --------- |
| 1970 | 436       |
| 1987 | 475       |
| 2005 | 614       |
| 2011 | 609       |
| 2017 | 656       |
| 2023 | 672       |

## Politik

### Bürgermeister
Dieter Bethke wurde im November 2019 Ortsbürgermeister von Luckenbach. Die Wahl erfolgte durch den Gemeinderat, da bei der Direktwahl am 26. Mai 2019 die ursprünglich einzige Bewerberin keine ausreichende Stimmenmehrheit erreicht hatte. Er wurde im Juni 2024 wiedergewählt.
Bethkes Vorgänger Karl-Heinz Kaiser war 2019 nicht erneut angetreten, nachdem er das Amt 20 Jahre ausgeübt hatte.

## Sehenswürdigkeiten

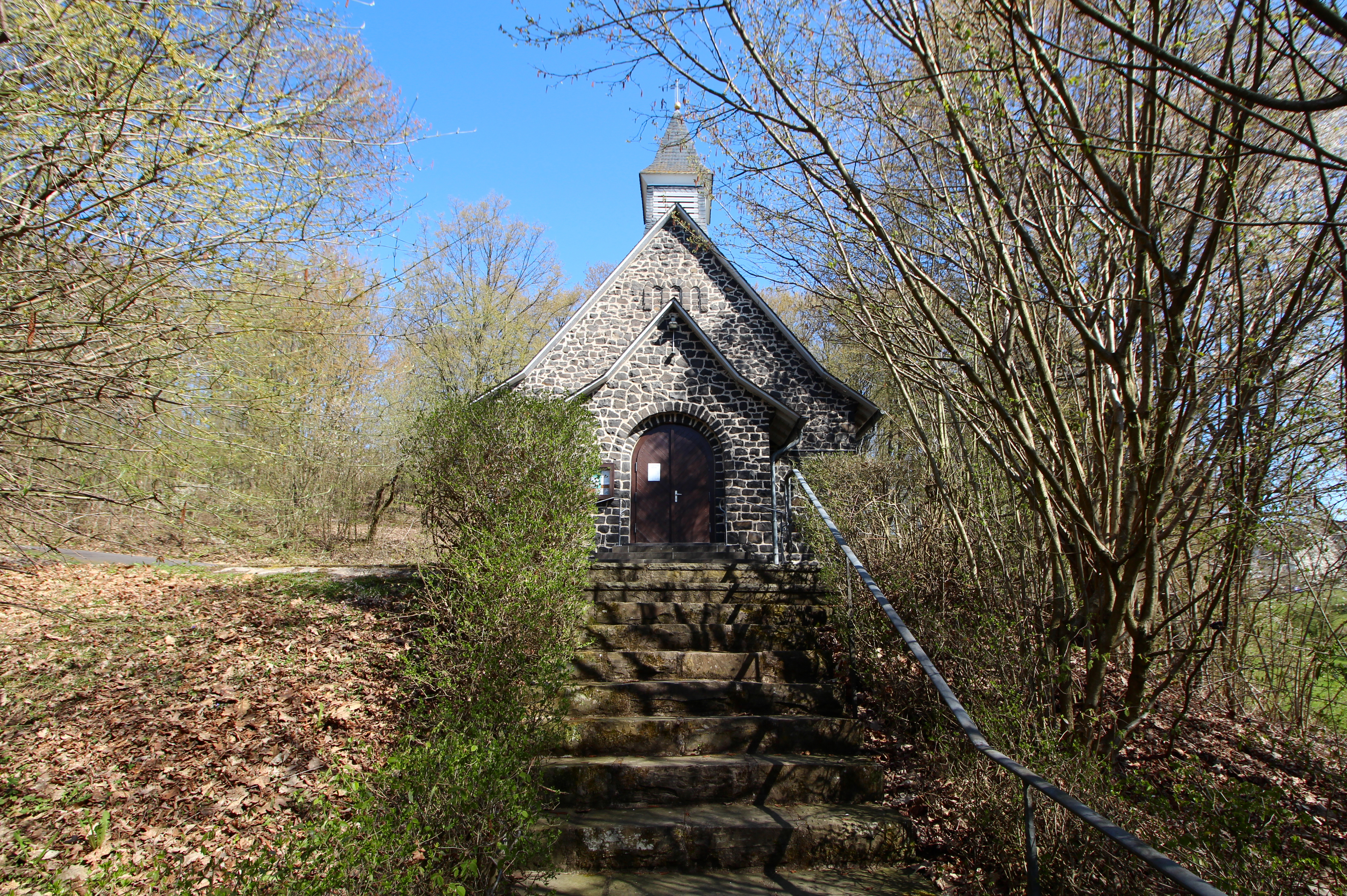
Die Gustav-Adolf-Kapelle

In der Gemarkung 250 Meter nordwestlich vom Messpunkt 390,4 auf dem Nauberggelände befindet sich ein alter Grenzstein mit der Inschrift HN/KP 25; das Herzogtum Nassau und das Königreich Preußen grenzten sich hier ab 1815, als die Grafschaft Sayn-Altenkirchen an Preußen kam. Auf der einen Seite trägt er die Inschrift KP/GNRH/Nr. 25, was Königreich Preußen, Gemarkung Nauroth, Stein Nr. 25 bedeutet, und auf der entgegengesetzten Seite die Signa HN/GLKH/Nr. 25, was Herzogtum Nassau, Gemarkung Luckenbach, Nr. 25 bedeutet. Durch die Annexion Nassaus durch Preußen 1866 wurde dieser Grenzstein bedeutungslos.

## Naturdenkmäler
700 m südwestlich des Ortes stehen fünf alte Eichen, die teils schon 200 Jahre alt sind (Naturdenkmal).

## Verkehr
Südlich des Ortes verläuft die Bundesstraße 414, die von Hohenroth nach Hachenburg führt. Die nächsten Autobahnanschlussstellen sind in Siegen, Wilnsdorf oder Herborn an der Bundesautobahn 45 (Dortmund–Gießen), etwa 25 Kilometer entfernt. Der Bahnhof Luckenbach lag an einem Zweig der Bahnstrecke Scheuerfeld–Emmerzhausen. Nächstgelegener ICE-Halt ist der Bahnhof Montabaur an der Schnellfahrstrecke Köln–Rhein/Main.